# Chimaera (Gattung)
Chimaera ist eine Gattung aus der Familie der Kurznasenchimären (Chimaeridae) in der Ordnung der Seekatzen (Chimaeriformes). Die Fische kommen in allen Ozeanen, zum größten Teil in der Tiefsee vor. Die Gattung wurde schon im Jahr 1758 durch Carl von Linné, dem Begründer des biologischen Klassifizierungssystems, in seiner Systema Naturae eingeführt und nach der Chimära einem Mischwesen der griechischen Mythologie benannt.

## Merkmale
Die meisten Chimaera-Arten erreichen Körperlängen von 65 bis 120 cm, Chimaera monstrosa, die größte Art, wird 150 cm lang. Sie sind stumpfschnäuzig und dadurch gut von den Pflugnasenchimären (Callorhinchidae) und den Langnasenchimären (Rhinochimaeridae) zu unterscheiden. Der Stachel vor der ersten Rückenflosse hat nur mit dem unteren Drittel oder der unteren Hälfte Kontakt mit der ersten Rückenflosse. Die obere Hälfte steht immer frei. Die zweite Rückenflosse hat über ihre gesamte Länge eine einheitliche Höhe. Sie ist niemals durch Einbuchtungen gegliedert. Im Unterschied zu den Seekatzen der Gattung Hydrolagus haben Chimaera-Arten eine freie, durch eine Lücke vom ventralen Abschnitt des Schwanzflossensaums getrennte, niedrige Afterflosse.

## Arten
Zu Chimaera gehören über 20 Arten:
- Chimaera argiloba Last, White & Pogonoski, 2008
- Chimaera bahamaensis Kemper, Ebert, Didier & Compagno, 2010
- Chimaera buccanigella Clerkin et al., 2017
- Chimaera carophila Kemper et al., 2014
- Chimaera compacta Iglésias, Kemper & Naylor, 2021
- Chimaera cubana Howell Rivero, 1936
- Chimaera didierae Clerkin et al., 2017
- Chimaera fulva Didier, Last & White, 2008
- Chimaera jordani Tanaka, 1905
- Chimaera lignaria Didier, 2002
- Chimaera macrospina Didier, Last & White, 2008
- Seekatze (Chimaera monstrosa) Linnaeus, 1758
- Chimaera notafricana Kemper, Ebert, Compagno & Didier, 2010
- Chimaera obscura Didier, Last & White, 2008
- Chimaera ogilbyi Waite, 1898
- Chimaera opalescens Luchetti, Iglésias & Sellos, 2011
- Chimaera orientalis Angulo et al., 2014
- Chimaera owstoni Tanaka, 1905
- Chimaera panthera Didier, 1998
- Chimaera phantasma Jordan & Schneider, 1900
- Chimaera stellata Teramura, Senou & Hirase, 2024
- Chimaera supapae Ebert, Krajangdara, Fahmi & Kemper, 2024
- Chimaera willwatchi Clerkin et al., 2017

## Belege
1. ↑  Chimaera monstrosa auf Fishbase.org (englisch)
2. ↑  David A. Ebert & Matthias F. W. Stehmann: Sharks, Batoids and Chimaeras of the North Atlantic. FAO Species Catalogue for Fishery Purposes No. 7, ISSN 1020-8682. Seite 419.
3. ↑  Chimaera auf Fishbase.org (englisch)
4. ↑   Pollerspöck & Straube: Bibliography Database of living/fossil sharks, rays and chimaeras (Chondrichthyes: Elasmobranchii, Holocephali)" . Abgerufen am 9. Juli 2025.